# Henrik Harlaut
Henrik Harlaut (Sollentuna, 14 de agosto de 1991) es un deportista sueco que compite en esquí acrobático.
Participó en tres Juegos Olímpicos de Invierno, entre los años 2014 y 2022, obteniendo una medalla de bronce en Pekín 2022, en la prueba de big air, y el sexto lugar en Sochi 2014, en el slopestyle.
Ganó una medalla de plata en el Campeonato Mundial de Esquí Acrobático de 2019, en la prueba de big air. Adicionalmente, consiguió trece medallas en los X Games de Invierno.

## Medallero internacional
| Juegos Olímpicos   | Juegos Olímpicos           | Juegos Olímpicos  | Juegos Olímpicos |
| Año                | Lugar                      | Medalla           | Prueba           |
| ------------------ | -------------------------- | ----------------- | ---------------- |
| 2022               | Pekín (China)              | Medalla de bronce | Big air          |
| Campeonato Mundial |                            |                   |                  |
| Año                | Lugar                      | Medalla           | Prueba           |
| 2019               | Park City (Estados Unidos) | Medalla de plata  | Big air          |

| X Games de Invierno | X Games de Invierno    | X Games de Invierno | X Games de Invierno |
| Año                 | Lugar                  | Medalla             | Prueba              |
| ------------------- | ---------------------- | ------------------- | ------------------- |
| 2013                | Aspen (Estados Unidos) | Medalla de oro      | Big air             |
| 2013                | Aspen (Estados Unidos) | Medalla de plata    | Slopestyle          |
| 2014                | Aspen (Estados Unidos) | Medalla de oro      | Big air             |
| 2016                | Oslo (Noruega)         | Medalla de oro      | Big air             |
| 2017                | Aspen (Estados Unidos) | Medalla de plata    | Big air             |
| 2017                | Oslo (Noruega)         | Medalla de oro      | Big air             |
| 2018                | Aspen (Estados Unidos) | Medalla de oro      | Big air             |
| 2018                | Aspen (Estados Unidos) | Medalla de oro      | Slopestyle          |
| 2018                | Bærum (Noruega)        | Medalla de plata    | Big air             |
| 2019                | Bærum (Noruega)        | Medalla de plata    | Big air             |
| 2020                | Aspen (Estados Unidos) | Medalla de oro      | Big air             |
| 2021                | Aspen (Estados Unidos) | Medalla de oro      | Knuckle huck        |
| 2024                | Aspen (Estados Unidos) | Medalla de plata    | Knuckle huck        |